# Pipira-preta
A pipira-preta (Tachyphonus rufus) é uma ave passeriforme de tamanho médio da família tanager Thraupidae . É um criador residente do sul da Costa Rica ao norte da Argentina e nas ilhas de Trinidad e Tobago.

## Taxonomia
A pipira-preta foi descrito pelo polímata francês Georges-Louis Leclerc, conde de Buffon em 1779 em sua Histoire Naturelle des Oiseaux a partir de espécimes coletados em Caiena, Guiana Francesa. A ave fêmea também foi ilustrada em uma placa colorida à mão gravada por François-Nicolas Martinet nas Planches Enluminées D'Histoire Naturelle que foi produzida sob a supervisão de Edme-Louis Daubenton para acompanhar o texto de Buffon. Nem a legenda da placa nem a descrição de Buffon incluíam um nome científico, mas em 1783 o naturalista holandês Pieter Boddaert cunhou o nome binomial Tangara rufa em seu catálogo dos Planches Enluminées. A pipira-preta é agora colocado no gênero Tachyphonus que foi introduzido pelo ornitólogo francês Louis Pierre Vieillot em 1816 com a pipira-preta como espécie-tipo. O nome combina as palavras gregas antigas takhus "rápido" e phōneō "falar". O rufus específico é latim para "vermelho" ou "rufo". A espécie é monotípica: nenhuma subespécie é reconhecida.